# Zoutleeuw
Zoutleeuw (fr. Léau) – miasto w Belgii, w Regionie Flamandzkim, w prowincji Brabancja Flamandzka, w okręgu Leuven. 1 stycznia 2024 roku liczyła 8734 mieszkańców.

## Podział administracyjny
W skład miasta wchodzą cztery dzielnice (deelgemeente):
- Budingen
- Dormaal
- Halle-Booienhoven
- Helen-Bos

## Demografia
- Źródła: NIS, od 1806 do 1981= według spisu; od 1990 liczba ludności w dniu 1 stycznia

1 stycznia 2024 całkowita populacja Zoutleeuw liczyła 8734 osoby. Łączna powierzchnia gminy wynosi 46,85  km², co daje gęstość zaludnienia 186 mieszkańców na km².

## Współpraca
Miejscowość partnerska:
- Zundert, Niderlandy